# 林復齋
林復齋（日语：／ Hayashi Fukusai，1801年2月10日（寬政12年12月27日）—1859年10月12日（安政6年9月17日）），名韑（日语：／ Akira），字弸中，號復齋，日本江戶時代儒學學者和外交官。

## 生平
林述齋第六子，為日本著名儒學學者林羅山的後代。1807年過繼給林琴山為養子，並於三年後繼承家督之位。1824年，任紅葉山文庫書物奉行，主持編纂《重訂御書籍來歷志》、《重訂御書籍目錄》等書；後歷任先手鐵砲頭、西丸留守居等職。
1853年，林壯軒死後，繼任大學頭之職。他奉命編纂了日本外交史書籍《通航一覽》。翌年，美國東印度艦隊由馬修·佩里率領，駛入江戶灣的浦賀海面，要求與日本進行通商貿易。林復齋被江戶幕府派去交涉。他認為日本難以維持鎖國體制，給予了美國艦隊柴火、淡水、食物等必需品，但拒絕通商。翌年，林復齋代表江戶幕府，同美國簽訂《神奈川條約》。《神奈川條約》共以日語、漢語、英語三個版本組成。他拒絕在英文版上簽字，理由是他看不懂英文，不知道英文版的內容。
1859年逝世，享年60歲，葬於牛込的下屋敷（今新宿区市谷山伏町林氏墓地）。長子林鶯溪（林晃）繼承林氏當主之位，大學頭之位則由次子林學齋（林昇）繼承。

## 个人作品
著作有同美國交涉的記錄《墨夷應接錄》。
| 林復齋        |                          |               |
| 前任： 林琴山 | 林家當主 1810年—1853年   | 繼任： 林鶯溪 |
| 前任： 林壯軒 | 日本大學頭 1853年—1859年 | 繼任： 林雪齋 |